# 신빈 배이갈사씨
신빈 배이갈사씨 (慎嬪 拜爾葛斯氏, ?년 4월 11일 ~ 1765년) 에루트다슈다와부 출신, 드무치세 음차크의 딸이자 건륭제의 빈이다.

## 출신 배경과 입궁 초기
생년은 정확히 알 수 없고, 생일은 4월 11일이다.
《군기처만문록부주곡》에 따르면, 준가르칸국 멸망기에 수많은 에루트인들이 카자흐와 콜케츠인들에게 약탈당해 중앙아시아 노비시장을 거쳐 유라시아 각지로 팔려나갔다. 건륭 20년 무렵, 청 조정이 아목르사나를 토벌할 때, 다슈다와부는 청군에 출병하여 토벌을 도왔다. 이에 따라 건륭제는 두 차례 유지에서 다슈다와부족의 열하 거주를 허락했다. 건륭제는 심지어 다슈다와부에 불사(佛事) 장소를 제공하기 위해 무열하 동쪽 기슭에 안원묘를 짓기도 했다. 이때부터 에루트몽골 각부의 수장은 매년 여름 열하로 모였다.
다슈다와부 소속은 장병을 선발할 수 있어, 더 많은 인센티브를 받고, 가족에게 혜택이 돌아가며 생계를 꾸릴 수 있다. 열하부도통은 열하에서 살던 다슈다와부족의 남녀노소 다 합쳐 2천1백여명이라고 건륭제에게 보고했다. 주택의 경우, 총 1300여 채를 추가로 지어, 완공 후 분가해서 살았다. 따라서, 배이갈사씨가 이 시기에 아버지 드무치세 음차크를 따라 청나라로 귀순했을 것으로 추정된다.
건륭 24년 (1759년) 6월 19일, 이(伊)귀인에 봉해져 곽상재 곽석특씨와 함께 같은 날 책봉되었다. 일찍이 황후 나랍씨 아래의 학칙거녀였다. 다음 날 건륭제는, 소주의 지방 관료들에게 서둘러 수놓은 비단 두루마기 두 벌을 올리라 하고, 사등수법을 쓰도록 지정했다. 한 필에는 석청단수 8단 기룡이 저고리와 향색단수 금룡포이고, 다른 한 필에는 석청단수 8단 기룡이 저고리와 향색단수 금룡포이다.

## 궁중 생활
특히 이귀인과 황후 나랍씨는 《穿戴檔》에서 건륭제로부터 자주 여홍을 요구받았다. 예를 들어 건륭 26년 4월 22일, 건륭제는 오색실 금사화 낫저고리를 집에가서 내고, 신빈과 함께 이 불낫옷의 견본으로 만들자, 이 불낫옷보다 실이 있는 것을 더 만들라고 명하였다. 건륭제는 황후의 가르침을 받은 배이갈사씨를 「육궁의 모범이다.(六宮雅範)」라고 칭송하였을 뿐만 아니라, 이 두 사람의 관계가 좋았음을 알 수 있는 대목이다.
건륭 26년, 신빈의 원래 흑호피조관, 벨벳조관은 오색선대가 아니었기 때문에 만든 것이다. 용빈은 회자조의관을 쓰고 있으니 변할 필요가 없다.
건륭 27년 5월 21일, 정식으로 책봉례가 행해지고, 5월 22일, 여관은 엘르트를 입고 의관을 쓴 신빈을 황후가 있는 익곤궁으로 안내하였다. 내감은 황후에게 승좌를 청했고, 여관은 신빈을 황후 나랍씨 보좌 앞에 모시고 6번 절하고, 세번 무릎 꿇고, 세번 절을 하는 예를 행하였다. 5월 25일, 호사걸은 신빈에게 법랑정 상감 벙랑대 다이얼 시계가 하나 있다고 전한다.
신빈이 병이 났을때, 건륭제는 열하에서 에루트 의사 2명을 상경시켜 신빈을 진찰하도록 지시했고, 열하에서 신빈의 동생 에루트 피갑인인 액륵목길을 불러들여 경성으로 오게 하였다. 건륭 29년 6월 4일, 신빈이 훙거했고, 6월 7일, 황후, 비 등이 정안장 빈소로 가서 신빈의 금관을 배웅하고, 영귀비 위씨는 알 수 없는 이유로 출석시키지 않았으며, 11월 27일, 경사방은 신빈의 유물을 가져갔다. 건륭 30년, 청동릉 유릉비원침에 묻혔다.

## 신빈이 나온 영상매체
| 년도 | 제목   | 배우   | 극중 이름  | 극중 호칭 | 비고                                              |
| ---- | ------ | ------ | ---------- | --------- | ------------------------------------------------- |
| 2018 | 여의전 | 류미동 | 배이갈사씨 | 각빈      | 드라마에서 신빈의 호칭을 각(恪)빈으로 설정하였다. |